# Сквер імені М. Томаса
Сквер імені М. Томаса — міський сквер в історичному центрі Одеси, на перетині Італійського бульвару з Гімназичною вулицею.

## Історія
Названий на честь командира Червоної гвардії в Одесі — Михайла Томаса.
У 2013 році міська адміністрація пообіцяла провести благоустрій скверу. Був влаштований дитячий майданчик.
Планується повна реорганізація скверу та зміна назви на Генуезький.

## Пам'ятки

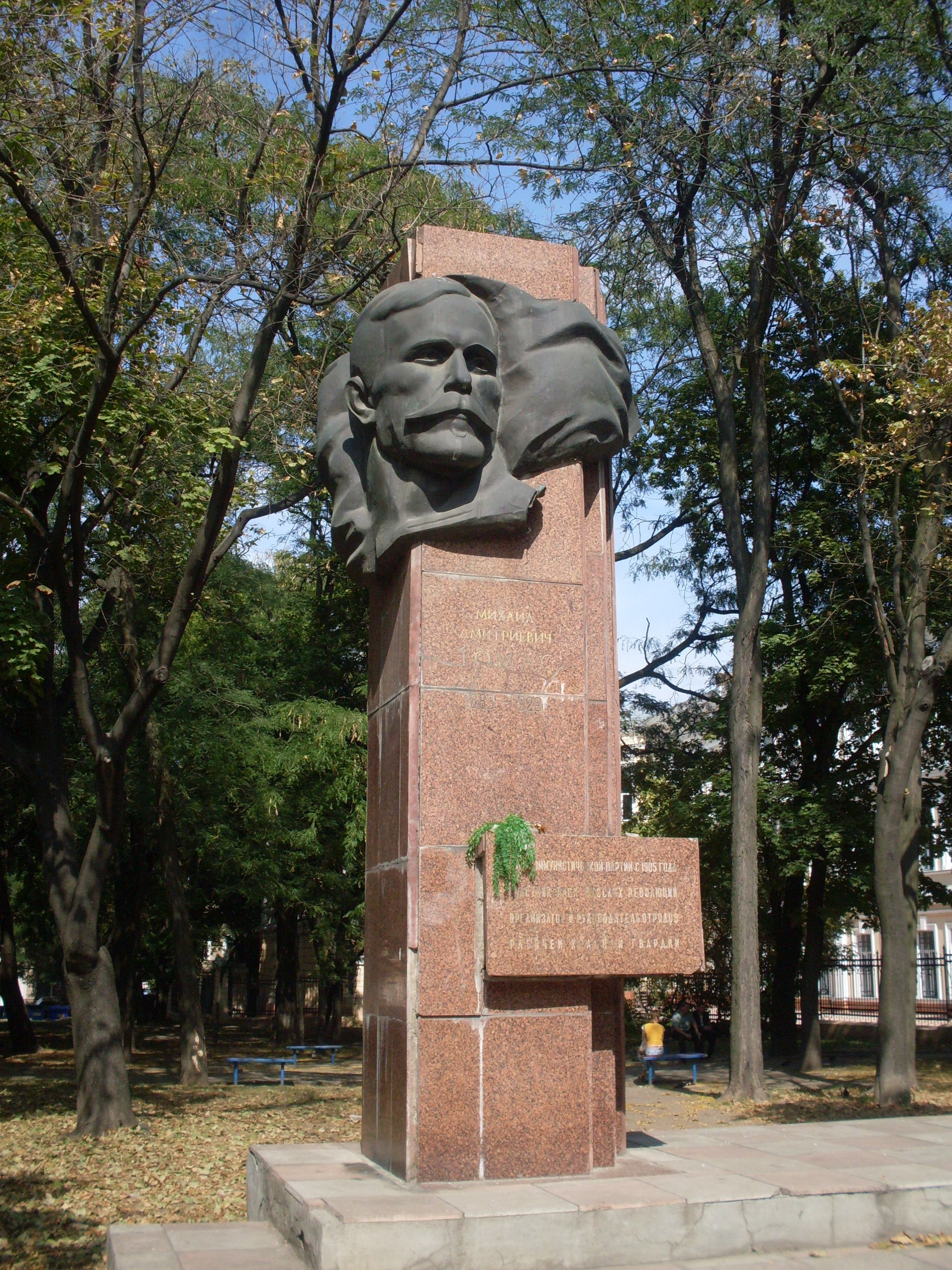
пам'ятник Томасу (демонтований)

Пам'ятник Томасу. Встановлено в 1982 році. Скульптор М. І. Нарузецький, архітектор І. М. Безчастнов. Знесений в серпні 2016 року в рамках закону про декомунізацію за рішенням історико-топонімічної комісії Одеської мерії від 4 грудня 2015 року.